# Fike - International Short Film Festival
Il Fike - International Short Film Festival (in lingua portoghese: Fike - Festival Internacional de Curtas Metragens) è un concorso internazionale, che si svolge nella città di Évora in Portogallo, dedicato ai migliori cortometraggi da tutto il mondo. I partecipanti possono concorrere liberamente per le seguenti categorie: finzione, film documentario e film d'animazione. Lo svolgimento del festival è annuale e di solito avviene verso la fine di novembre.

## Storia
Il festival nasce nel 2001, ma diventa un vero e proprio Short Film Festival soltanto nel 2004, la cui edizione fu finanziata dall'University of Évora Film Society. In quell'anno, si presentarono alle pre-selezioni ben 1500 cortometraggi provenienti da 89 paesi diversi, ma soltanto 104 di questi riuscirono a presentarsi al festival. Da quel momento, il festival si svolge con cadenza annuale ed è diventato una della principali attrazioni culturali per la città.

## Premi
I premi previsti al festival sono:
- Best Fiction (miglior fiction)
- Best Documentary (miglior documentario)
- Best Animation (miglior animazione)
- Best European Short Film (miglior cortometraggio europeo)
- Super Short (corti oltre i 5 minuti)
- Audience Award

## Edizioni
- I Fike 2001
- II Fike 2002
- III Fike 2003
- IV Fike 2004
- V Fike 2005
- VI Fike 2006
- VII Fike 2007
- VIII Fike 2008
- IX Fike 2009
- X Fike 2010
- XI Fike 2011
- XII Fike 2012
- XIII Fike 2013
- XIV Fike 2014
- XV Fike 2015
- XVI Fike 2016
- XVII Fike 2017
- XVIII Fike 2018
- XIX Fike 2019